# Schweiz Grand Prix
Schweiz Grand Prix var en deltävling i formel 1-VM som kördes i Bremgarten nordväst om Bern i Schweiz.
Schweiz Grand Prix kördes första gången 1934. Loppet blev en deltävling i VM 1950. 1955 förbjöds racertävlingar i Schweiz av myndigheterna på grund av en mycket allvarlig krasch i Le Mans 24-timmars samma år. Senare schweiziska grand prix har körts i Dijon i Frankrike.

## Vinnare Schweiz Grand Prix
Ljusröd bakgrund betyder att loppet inte ingick i formel 1-VM.
Ljusgul bakgrund betyder att loppet ingick i Europamästerskapet för Grand Prix-förare.
| År          | Bana           | Förare              | Konstruktör    |
| ----------- | -------------- | ------------------- | -------------- |
| 1982        | Dijon-Prenois  | Keke Rosberg        | Williams-Ford  |
| 1981 - 1976 | Inga tävlingar | Inga tävlingar      | Inga tävlingar |
| 1975        | Dijon-Prenois  | Clay Regazzoni      | Ferrari        |
| 1974 - 1955 | Inga tävlingar | Inga tävlingar      | Inga tävlingar |
| 1954        | Bremgarten     | Juan Manuel Fangio  | Mercedes-Benz  |
| 1953        | Bremgarten     | Alberto Ascari      | Ferrari        |
| 1952        | Bremgarten     | Piero Taruffi       | Ferrari        |
| 1951        | Bremgarten     | Juan Manuel Fangio  | Alfa Romeo     |
| 1950        | Bremgarten     | Nino Farina         | Alfa Romeo     |
| 1949        | Bremgarten     | Alberto Ascari      | Ferrari        |
| 1948        | Bremgarten     | Carlo Felice Trossi | Alfa Romeo     |
| 1947        | Bremgarten     | Jean-Pierre Wimille | Alfa Romeo     |
| 1946 - 1940 | Inga tävlingar | Inga tävlingar      | Inga tävlingar |
| 1939        | Bremgarten     | Hermann Lang        | Mercedes-Benz  |
| 1938        | Bremgarten     | Rudolf Caracciola   | Mercedes-Benz  |
| 1937        | Bremgarten     | Rudolf Caracciola   | Mercedes-Benz  |
| 1936        | Bremgarten     | Bernd Rosemeyer     | Auto Union     |
| 1935        | Bremgarten     | Rudolf Caracciola   | Mercedes-Benz  |
| 1934        | Bremgarten     | Hans Stuck          | Auto Union     |